# F2FS
F2FS (Flash-Friendly File System) ist ein im Jahr 2012 veröffentlichtes Dateisystem, das von Jaegeuk Kim (Hangul 김재극) bei Samsung für Linux-Kernel-Betriebssysteme entwickelt wurde.
F2FS ist für NAND-Flash-Speichermedien ausgerichtet, die z. B. als Solid-State-Drive, eMMC- und SD-Speicherkarten weit verbreitet sind.
F2FS wurde zur Aufnahme in den offiziellen Linux-Kernel eingereicht und ist im Kernel 3.8 erstmals vorhanden, aber wurde damals als experimentell gekennzeichnet. Zwischenzeitlich wurde das Filesystem stabilisiert und hat das experimentelle Stadium verlassen.
Samsung wählte den Ansatz eines log-structured file system (LFS), das auf neuere Speichertypen angepasst wurde. F2FS gilt auch als Heilmittel gegen einige bekannte Probleme der älteren Generation dieser Dateisysteme, zum Beispiel Schneeballeffekte wie Wandering-Trees und den hohen Aufwand beim Aufräumen.
Da NAND-Flash-Geräte verschiedene Eigenschaften zeigen, je nach ihrer internen Geometrie und dem eingesetzten Flash-Verwaltungsschema (Flash Translation Layer, FTL), wurden von Samsung diverse Parameter ergänzt, beispielsweise zur Festlegung des Belegungsmusters (englisch „on-disk-layout“) und der Auswahl an Aufräum-Algorithmen.
In Vergleichstests zeigt sich F2FS als ziemlich performant.